# Stop the World: I Want to Get Off
Stop the World: I Want to Get Off è  un film del 1966 diretto da Philip Saville.